# 杜維明

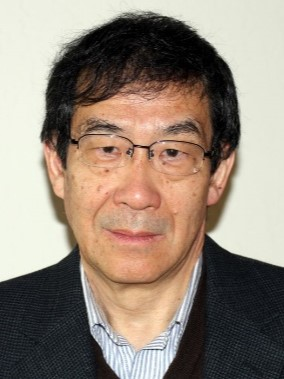
杜维明的中研院士简历照

杜维明（1940年2月26日—），生于雲南昆明，祖籍广东南海，擁有中華民國與美國雙重國籍，第三代新儒家代表人物，哈佛大学教授，中央研究院院士，中國大陸孟子研究院名誉院长。

## 生平
因國共內戰，於1949年隨其家庭移居至台灣台北市。高中就讀建國中學，1957年考取东海大学中文系，师事徐复观，亦受牟宗三思想影响。1961年大学毕业，次年获「哈佛－燕京奖学金」赴美国哈佛大学就读，1968年获哈佛大学哲学博士学位。曾任教于普林斯顿大学、柏克莱加州大学，1981年起任哈佛大学中国历史和哲学教授，并曾担任过该校宗教研究会主席、东亚语言和文明系主任。1988年成为美国人文、艺术及科学院院士。曾任美国夏威夷东西文化交流中心文化交流所 (Institute of Culture and Communication) 主任 (1990-1991)。1996至2008年間，出任哈佛燕京學社社長。
2010年，應聘為北京大學高等人文研究院院長，至中國大陆任教。杜维明也是拉曼大学国际顾问委员会成员之一。
杜维明早年受徐复观、牟宗三等新儒家思想的影响，以后在美国又系统地研习过西方哲学，自述从1966年起，决心全力从事对儒家精神作长期的探索，并以此作为自己专业研究工作。他把儒学看成是「哲学的人类学」、「宗教哲学」，试图从文化认同的意义上说明儒家传统的历史和价值。认为儒家思想的原初形式是环绕着孔子的仁学而展开的，这套思想具有成熟的道德理性、浓厚的人文关切和强烈的入世精神。孔子的仁学属于伦理学的范畴，其核心思想是探索如何做人的道理，仁学的兴起象征古代中国人文意识逐渐取代宗教神学而成为中华民族的主导思想。儒学具有「道统」、「学统」和「政统」，是可以转化社会政治和道德的精神源泉。他指出，应该区分「儒家传统」和「儒教中国」，前者是一种涵盖性很强的人文主义精神，具有历久长新的恒常价值；后者是以政治化的儒家伦理为主导思想的中国传统封建社会的意识形态，是封建遗毒；五四新文化运动批判的实际上是「儒教中国」，从对「儒家传统」的发扬来说这种批判是有利的。他发挥牟宗三关于儒学发展的「三期说」理论，提出了「儒学第三期发展的前景」问题。认为从先秦到西汉是儒学发展的第一期，他用雅斯贝爾斯的「轴心时代」的理论来说明这一期儒学出现和发展的原因；宋元明清是儒学发展的第二期，它的出现是针对佛教文化挑战的「一个创造性的回应」，并用岛田虔次的说法指出这一期儒学是东亚文明的集中体现；而第三期儒学的发展，则是对西方文化挑战的回应，认为儒学在二十一世纪是否还有生命力，主要取决于儒学是否能经过纽约、巴黎、东京最后回到中国，儒学只有在这些文化中生根，才能以康庄的姿态回到中国，他的估计是有可能的。杜维明还认为，儒学要想在现时代得到真正的发展，确立起新儒家哲学人类学，必须与西方对话，在超越层面上与基督教对话，在社会政治层面上与马克思主义对话，在深度心理学层面上与弗洛依德主义对话，还须酌取现象学、解釋學的方法。

## 著作
杜维明的著作主要有:《今日儒家伦理》、《现代精神与儒家传统》、《人性与自我修养》、《儒家思想：创造转化的人格》、《新加坡的挑战》等。

## 家庭
杜维明的前妻為郝若山(Rosanne Hall)，现在的妻子是艾蓓。